# Johnny Herbert
John Paul „Johnny“ Herbert (* 25. Juni 1964 in Romford) ist ein ehemaliger britischer Automobilrennfahrer. Er startete zwischen 1989 und 2000 in der Formel 1 und gewann drei Grand-Prix-Rennen. Außerdem gewann er das 24-Stunden-Rennen von Le Mans 1991 und das 12-Stunden-Rennen von Sebring 2002.

## Karriere

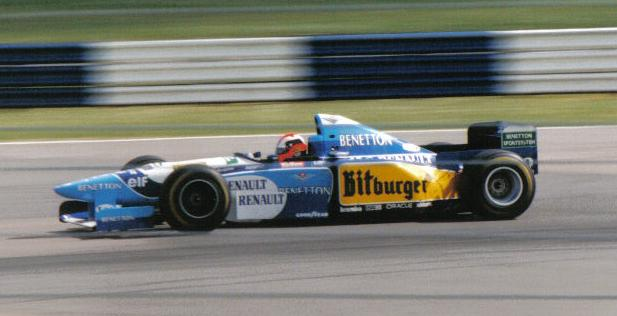
Herbert auf dem Weg zu seinem ersten GP-Sieg am 14. Juli 1995 in Silverstone im Benetton B195

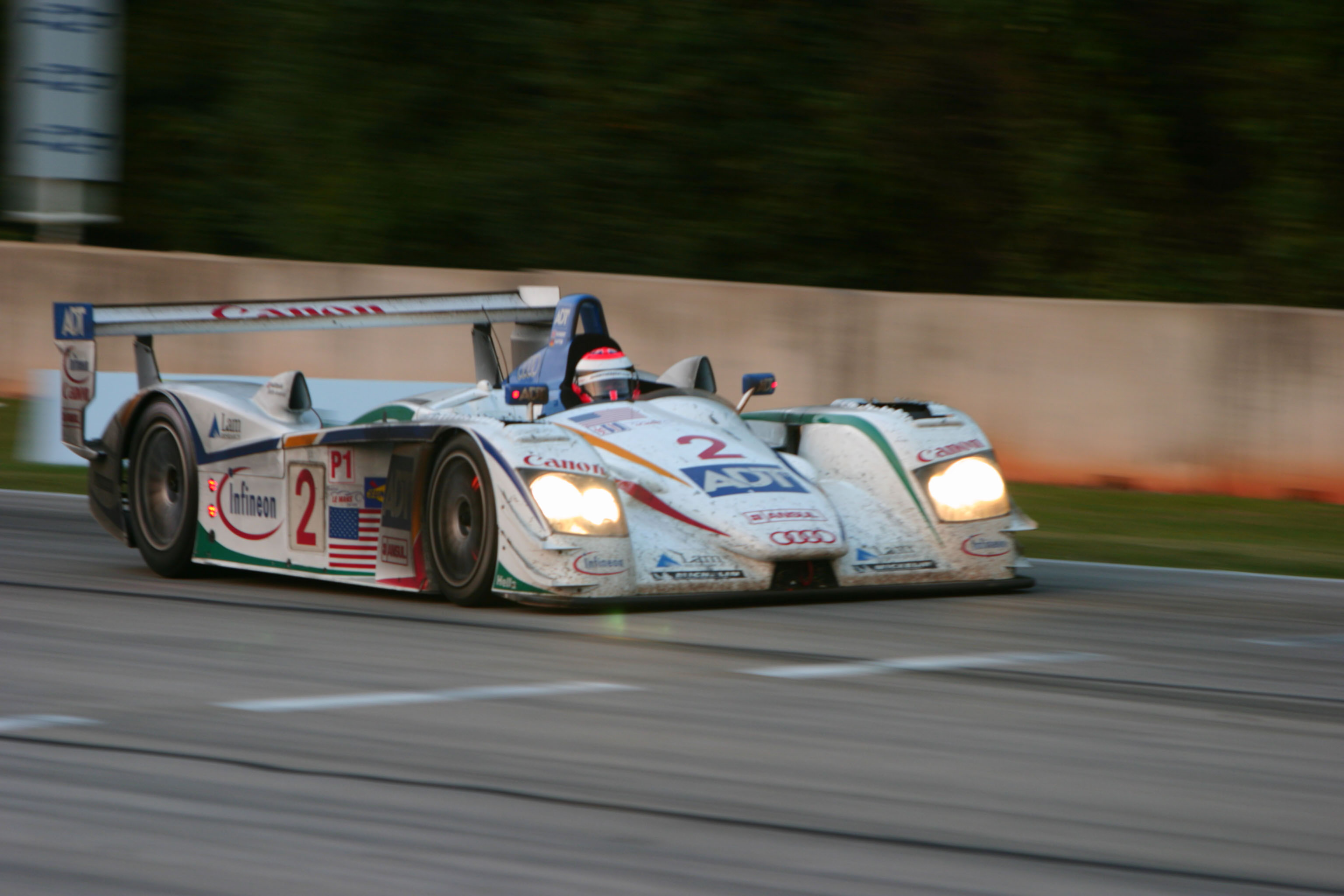
Herbert im Audi R8, Le Mans 2004

Herbert begann seine Motorsportkarriere 1983 in der Formel Ford, wo er 1985 das traditionsreiche Formel-Ford-Festival in Brands Hatch für sich entschied. 1987 gewann er die Britische Formel-3-Meisterschaft, 1988 trat er in der Formel 3000 an. Dort brach er sich bei einem schweren Unfall in Brands Hatch die Füße mehrfach und konnte die Meisterschaft nicht zu Ende fahren. Für 1989 hatte er bereits vor dem Unfall einen Formel-1-Vertrag bei Benetton unterzeichnet.
Trotz schwieriger Genesung trat Herbert 1989 in Rio de Janeiro zu seinem Debüt in der Formel 1 an und wurde als Vierter abgewunken. Aufgrund seiner Verletzungen vermochte Herbert jedoch nicht hart genug zu bremsen, wodurch seine Leistungen auf manchen Rennstrecken zurückfielen. So wurde er nach dem sechsten Saisonrennen bei Benetton durch den Italiener Emanuele Pirro ersetzt.
1990 musste Herbert für ein Jahr in die Formel 3000 zurückkehren, weil er sich noch nicht gänzlich von dem schweren Unfall in Brands Hatch 1988 erholt hatte. 1991 ersetzte er zunächst für einige Rennen Julian Bailey bei Lotus, wurde jedoch zwischenzeitlich gegen den Deutschen Michael Bartels ausgetauscht. Als dieser sich jedoch für kein einziges Rennen qualifizieren konnte, kehrte Herbert ins Team zurück und wurde vom englischen Traditionsrennstall von 1992 bis 1994 neben Mika Häkkinen als Stammfahrer verpflichtet. Zwischenzeitlich nahm Herbert auch am 24-Stunden-Rennen von Le Mans teil (1991 auf Mazda) und konnte dieses zusammen mit dem Belgier Bertrand Gachot und dem Deutschen Volker Weidler gewinnen.
Herbert nahm in der Formel 1 an 161 Rennen teil, von denen er drei gewinnen konnte. 1995 wurde er mit Benetton-Renault nach Siegen in Silverstone und Monza WM-Vierter. Seinen dritten Sieg fuhr Herbert 1999 für das Stewart-Team beim Chaos-Rennen auf dem Nürburgring ein. Zum Saisonende 2000 beendete der Brite seine aktive Formel-1-Karriere vorübergehend, kehrte aber 2001 nochmal als Testfahrer für Arrows zurück.
Während der Saison 2005 wurde er vom Team Jordan als Teammanager mit Schwerpunkt Öffentlichkeitsarbeit verpflichtet. Diese Funktion behielt Herbert auch nach dem Verkauf des Teams und der Umbenennung in Midland F1 bzw. Spyker F1. Nach dem abermaligen Verkauf an den indischen Investor Vijay Mallya (das Team trat fortan unter dem Namen Force India an) wurde Herberts Vertrag nicht verlängert.
Im Jahre 2007 war er an der Gründung einer neuen Rennserie im nahen Osten, der Speedcar Series, beteiligt, und nahm auch an der ersten Saison, der Speedcar-Series-Saison 2007/08, als Fahrer teil. 2009 startete Herbert in der britischen Tourenwagenserie BTCC. 2010 startete er in der italienischen Superstars-Serie. 2011 nahm er am 24-Stunden-Rennen auf dem Nürburgring mit einem VW Golf24 teil.

## Statistik
- 1987: Meister Britische Formel 3
- 1991: Sieg beim 24-Stunden-Rennen von Le Mans
- 1995: Vierter Rang in der Formel-1-Weltmeisterschaft

### Grand-Prix-Siege
| - 1995 Großer Preis von Großbritannien (Silverstone) - 1995 Großer Preis von Italien (Monza) | - 1999 Großer Preis von Europa (Nürburg) |

| Saison | Team     | Chassis                | Motor                    | Rennen | Siege | Zweiter | Dritter | Poles | schn. Runden | Punkte | WM-Pos. |
| ------ | -------- | ---------------------- | ------------------------ | ------ | ----- | ------- | ------- | ----- | ------------ | ------ | ------- |
| 1989   | Benetton | Benetton B188          | Ford Cosworth DFR 3.5 V8 | 5      | −     | −       | −       | −     | −            | 5      | 14.     |
| 1989   | Tyrrell  | Tyrrell 018            | Ford Cosworth DFR 3.5 V8 | 1      | −     | −       | −       | −     | −            | −      | 14.     |
| 1990   | Lotus    | Lotus 102              | Lamborghini 3.5 V12      | 2      | −     | −       | −       | −     | −            | −      | −       |
| 1991   | Lotus    | Lotus 102B             | Judd 3.5 V8              | 7      | –     | –       | –       | –     | –            | –      | 27.     |
| 1992   | Lotus    | Lotus 102D / Lotus 107 | Ford HB 3.5 V8           | 16     | –     | –       | –       | –     | –            | 2      | 15.     |
| 1993   | Lotus    | Lotus 107B             | Ford 3.5 V8              | 16     | –     | –       | –       | –     | –            | 11     | 9.      |
| 1994   | Lotus    | Lotus 107C / Lotus 109 | Mugen-Honda 3.5 V10      | 13     | –     | –       | –       | –     | –            | –      | 26.     |
| 1994   | Ligier   | Ligier JS39B           | Renault 3.5 V10          | 1      | –     | –       | –       | –     | –            | –      | 26.     |
| 1994   | Benetton | Benetton B194          | Ford Zetec-R 3.5 V8      | 2      | –     | –       | –       | –     | –            | –      | 26.     |
| 1995   | Benetton | Benetton B195          | Renault 3.0 V10          | 17     | 2     | 1       | 1       | –     | –            | 45     | 4.      |
| 1996   | Sauber   | Sauber C15             | Ford Zetec-R 3.0 V10     | 16     | –     | –       | 1       | –     | –            | 4      | 14.     |
| 1997   | Sauber   | Sauber C16             | Petronas 3.0 V10         | 17     | –     | –       | 1       | –     | –            | 15     | 10.     |
| 1998   | Sauber   | Sauber C17             | Petronas 3.0 V10         | 16     | –     | –       | –       | –     | –            | 1      | 15.     |
| 1999   | Stewart  | Stewart SF3            | Ford Cosworth 3.0 V10    | 15     | 1     | –       | –       | –     | –            | 15     | 8.      |
| 2000   | Jaguar   | Jaguar R1              | Ford Cosworth 3.0 V10    | 17     | –     | –       | –       | –     | –            | –      | 17.     |
| Gesamt | Gesamt   | Gesamt                 | Gesamt                   | 161    | 3     | 1       | 3       | –     | –            | 98     |         |

### Le-Mans-Ergebnisse
| Jahr | Team                      | Fahrzeug          | Teamkollege     | Teamkollege         | Teamkollege          | Platzierung | Ausfallgrund |
| ---- | ------------------------- | ----------------- | --------------- | ------------------- | -------------------- | ----------- | ------------ |
| 1990 | Mazdaspeed Co. Ltd.       | Mazda 787         | Bertrand Gachot | Volker Weidler      |                      | Ausfall     | Motorschaden |
| 1991 | Mazdaspeed Co. Ltd.       | Mazda 787B        | Bertrand Gachot | Volker Weidler      |                      | Gesamtsieg  |              |
| 1992 | Mazdaspeed Co. Ltd.       | Mazda MXR-01      | Bertrand Gachot | Volker Weidler      | Maurizio Sandro Sala | Rang 4      |              |
| 2001 | Champion Racing           | Audi R8           | Didier Theys    | Ralf Kelleners      |                      | Ausfall     | Motorschaden |
| 2002 | Audi Sport North America  | Audi R8           | Rinaldo Capello | Christian Pescatori |                      | Rang 2      |              |
| 2003 | Team Bentley              | Bentley Speed 8   | Mark Blundell   | David Brabham       |                      | Rang 2      |              |
| 2004 | Audi Sport UK Team Veloqx | Audi R8           | Jamie Davies    | Guy Smith           |                      | Rang 2      |              |
| 2007 | Aston Martin Racing       | Aston Martin DBR9 | Peter Kox       | Tomáš Enge          |                      | Rang 9      |              |

### Sebring-Ergebnisse
| Jahr | Team                      | Fahrzeug        | Teamkollege     | Teamkollege         | Platzierung | Ausfallgrund |
| ---- | ------------------------- | --------------- | --------------- | ------------------- | ----------- | ------------ |
| 2002 | Audi Sport North America  | Audi R8         | Rinaldo Capello | Christian Pescatori | Gesamtsieg  |              |
| 2003 | Team Bentley              | Bentley Speed 8 | David Brabham   | Mark Blundell       | Rang 3      |              |
| 2004 | Audi Sport UK Team Veloqx | Audi R8         | Guy Smith       | Jamie Davies        | Rang 3      |              |

### Einzelergebnisse in der Sportwagen-Weltmeisterschaft
| Saison | Team            | Rennwagen    | 1   | 2   | 3   | 4   | 5   | 6   | 7   | 8   | 9   | 10  | 11  |
| ------ | --------------- | ------------ | --- | --- | --- | --- | --- | --- | --- | --- | --- | --- | --- |
| 1988   | ADA Engineering | ADA03        | JER | JAR | MON | SIL | LEM | BRÜ | BRH | NÜR | SPA | FUJ | SAN |
| 1988   | ADA Engineering | ADA03        | DNF |     |     |     |     |     |     |     |     |     |     |
| 1991   | Mazdaspeed      | Mazda 787B   | SUZ | MON | SIL | LEM | NÜR | MAG | MEX | AUT |     |     |     |
| 1991   | Mazdaspeed      | Mazda 787B   | 1   |     |     |     |     |     |     |     |     |     |     |
| 1992   | Mazdaspeed      | Mazda MXR-01 | MON | SIL | LEM | DON | SUZ | MAG |     |     |     |     |     |
| 1992   | Mazdaspeed      | Mazda MXR-01 |     | 2   | 4   |     |     |     |     |     |     |     |     |